# Maxxxine
Maxxxine, stiliserat som MaXXXine, är en amerikansk skräckfilm som hade världspremiär på Grauman's Chinese Theatre i Los Angeles den 24 juni 2024. Filmen är regisserad av Ti West som även skrivit filmens manus. Maxxxine är den tredje och sista filmen i X-serien som föregåtts av filmerna X och Pearl.
Filmen hade biopremiär i Sverige den 16 augusti 2024, utgiven av United International Pictures.

## Handling
Filmen utspelar sig på 1980-talet och kretsar kring Maxine som efter att ha överlevt händelserna i X bestämmer sig för att flytta till Los Angeles för att följa sin dröm om att bli skådespelare.

## Rollista (i urval)
- Mia Goth – Maxine Minx
- Elizabeth Debicki – filmregissör Elizabeth Bender
- Moses Sumney – Leon Green
- Michelle Monaghan – poliskommissarie Williams
- Bobby Cannavale – poliskommissarie Torres
- Lily Collins – Molly Bennett
- Halsey – Tabby Martin
- Giancarlo Esposito – Teddy Night
- Kevin Bacon – privatdetektiv John Labat